# Tribonianus
Tribonianus (500 körül – 546)  görög származású jogász, jogtudós az ókori Bizánci Birodalomban.
Side városában, Pamphüliában született, I. Justinianus bizánci császár alatt komoly tekintélyű jogtudós volt. Az állami szolgálatból a Nika-felkelés résztvevőinek követelése miatt 532-ben elbocsátották, ám következő évben a császár már őt nevezte ki a quaestor sacri palatiaet címére, amelyet korrupt természete ellenére haláláig megtarthatott. Később Iustinianus megbízatásából ő vezette a római jog kodifikációjának nagy munkáját, amely a középkorban összefoglaló néven Corpus Iuris Civilisként vált ismertté. 528-ban tagja volt a Codex Iustinianus összeállításával megbízott tízfős bizottságnak, 530-ban aközött a tizenhat ember között volt, akiket megbíztak a Pandekták elkészítésével, majd Theophilus és Dorotheus mellett ő volt a harmadik, aki az Institutiones című tankönyv létrehozásában részt vett. Ezután részt vett a Codex Iustinianus második változatának elkészítésében is.